# Begūn
Begūn är en ort i Indien.   Den ligger i distriktet Chittaurgarh och delstaten Rajasthan, i den centrala delen av landet, 500 km sydväst om huvudstaden New Delhi. Begūn ligger 420 meter över havet och antalet invånare är 20 836.
Terrängen runt Begūn är platt. Runt Begūn är det ganska tätbefolkat, med 124 invånare per kvadratkilometer. Det finns inga andra samhällen i närheten. Trakten runt Begūn består till största delen av jordbruksmark.